# Eriopyga oache
Eriopyga oache är en fjärilsart som beskrevs av Dyar 1913. Eriopyga oache ingår i släktet Eriopyga och familjen nattflyn. Inga underarter finns listade i Catalogue of Life.